# Iameneț, Iemilciîne
Iameneț (în ucraineană Яменець) este un sat în comuna Krîvotîn din raionul Iemilciîne, regiunea Jîtomîr, Ucraina.

## Demografie
Componența lingvistică a localității Iameneț
     Ucraineană (100%)
Conform recensământului din 2001, toată populația localității Iameneț era vorbitoare de ucraineană (100%).